# 盧瑛
盧瑛（1402年—？），字克修，直隸蘇州府崑山縣人，明朝政治人物。進士出身。

## 生平
應天鄉試第三十七名。宣德五年（1430年）丁丑科會試第二十二名，殿試登進士第二甲第九名。

## 家族
曾祖盧熊，曾任任兗州知州。祖父盧彭祖，曾任任禮部主事。父亲盧毓俊。